# تنگی، پاکستان
تنگی (به انگلیسی: Tangi) یک منطقهٔ مسکونی در پاکستان است که در شهرستان چهارسده واقع شده‌است. تنگی ۳۳٬۰۱۲ نفر جمعیت دارد.